# Abaucourt
Abaucourt település Franciaországban,  Meurthe-et-Moselle megyében. Lakosainak száma 327 fő (2022. január 1.). Abaucourt Létricourt, Mailly-sur-Seille, Nomeny, Phlin és Thézey-Saint-Martin községekkel határos.

## Népesség
A település népességének változása:
| Lakosok száma | 279  | 277  | 273  | 290  | 304  | 301  | 299  | 296  | 306  | 327  |
|               | 1968 | 1982 | 1990 | 2006 | 2013 | 2015 | 2017 | 2019 | 2020 | 2022 |